# Friedenskirche (Munningen)

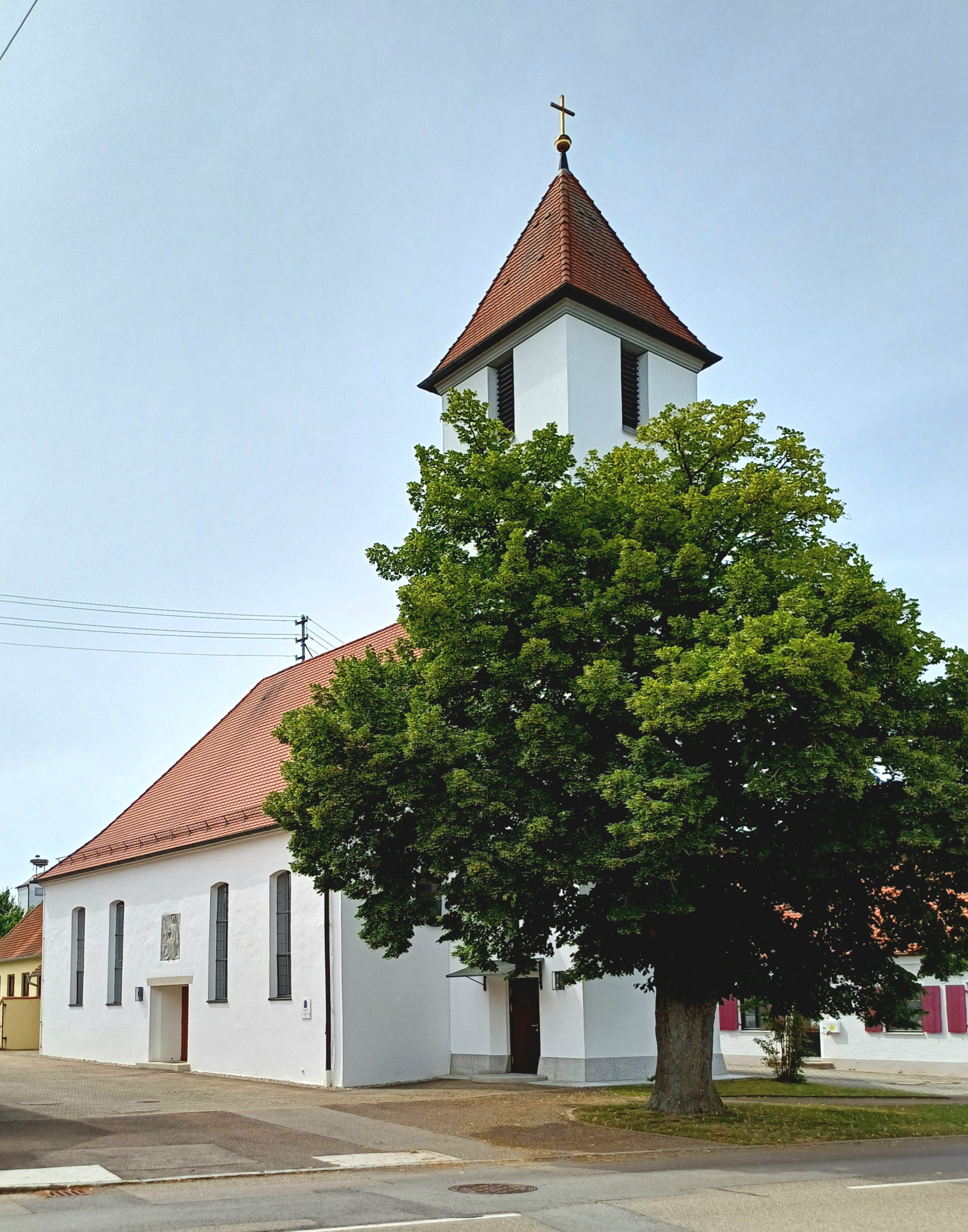
Friedenskirche in Munningen

Die evangelisch-lutherische Friedenskirche steht in
Munningen, einer Gemeinde im schwäbischen Landkreis Donau-Ries von Bayern. Das Bauwerk ist in der Liste der Baudenkmäler in Munningen als Baudenkmal unter der Nr. D-7-79-188-5 eingetragen. Die Filialkirche gehört zum Dekanat Donau-Ries des Kirchenkreises Augsburg der Evangelisch-Lutherischen Kirche in Bayern.

## Beschreibung
Das Langhaus der Saalkirche wurde 1757 erbaut. Der Kirchturm im Osten, der mit einem Pyramidendach bedeckt ist, wurde 1998 angefügt. Zur Kirchenausstattung gehört ein Kanzelaltar aus dem Jahr 1758.